# جنبش اتحاد جهانی

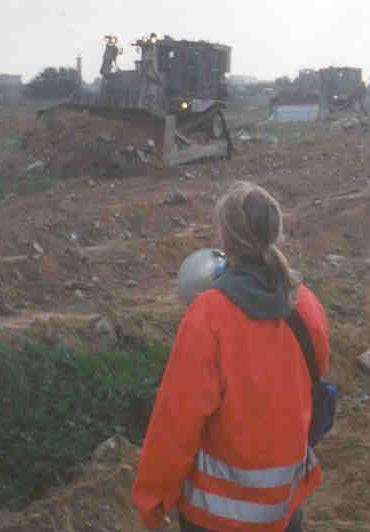
ریچل کوری در آخرین لحظات زندگی

جنبش همبستگی جهانی (به انگلیسی: International Solidarity Movement (ISM)) یک سازمان است که برای حل مشکلات فلسطینیان در جریان درگیری با اسرائیل از روش‌های بدون خشونت تلاش می‌کند.

## تاریخچه
این سازمان در سال ۲۰۰۱ توسط چند فعال صلح‌طلب فلسطینی، آمریکایی و اسرائیلی شامل قسان آندونی، نتا گلان، هویدا عراف، جرج ریشماوی، آدام شاپیرو و با هدف پوشش گسترده حقانیت فلسطین در رسانه‌ها تأسیس گردید.
این سازمان از شهروندان تمام جهان برای فعالیت غیر خشونت‌آمیز علیه اقدامات سازمان‌های نظامی اسرائیل در نوار غزه و کرانه باختری، دعوت می‌کند.

## آسیب‌ها به اعضای سازمان در اسرائیل و فلسطین
- ۱۶ مارس ۲۰۰۳ راشل کوری حامی آمریکایی سازمان هنگامی که سعی داشت مانع تخریب خانه یک فلسطینی شود توسط یک بولدوزر ارتش اسرائیل زیر گرفته و کشته شد.